# تور غوندرسن
تور غوندرسن (بالنرويجية البوكمول: Tor Gundersen)‏ هو لاعب هوكي الجليد نرويجي، ولد في 15 سبتمبر 1935، وتوفي في 13 سبتمبر 2012.

## وصلات خارجية
- تور غوندرسن على موقع أوليمبيديا (الإنجليزية)